# Find U Again
Find U Again è un singolo del produttore musicale britannico Mark Ronson, pubblicato il 30 maggio 2019 come quarto estratto dal quinto album in studio Late Night Feelings.
Il brano, che vede la collaborazione della cantante cubano-statunitense Camila Cabello, è stato scritto dai due interpreti in collaborazione con Ilsey Juber e Kevin Parker, e prodotto da quest'ultimo con Mark Ronson.

## Pubblicazione
L'11 febbraio 2019 Mark Ronson, Camila Cabello e Ilsey Juber hanno pubblicato una foto da uno studio di registrazione, suggerendo una possibile collaborazione. Parlando della storia della canzone, Ronson ha dichiarato che due anni prima, mentre lavorava con Kevin Parker, quest'ultimo ha ideato una melodia che Ronson ha deciso di tenere per il suo disco. Ha quindi scelto la Cabello come voce del pezzo, che ha accettato di parteciparvi non appena ha ascoltato la demo.

## Video musicale
Il videoclip ufficiale della canzone è stato pubblicato il 9 luglio 2019.

## Formazione
- Mark Ronson – testo e musica, produzione, programmazione, sintetizzatore
- Camila Cabello – voce, coro, testo e musica
- Kevin Parker – coro, testo e musica, produzione, programmazione, tecnico della registrazione, chitarra, basso elettrico, sintetizzatore
- Ilsey Juber – testo e musica
- Nick Movshon – basso elettrico
- Homer Steinweiss – percussioni
- Leon Michels – sintetizzatore
- Phil Joly – tecnico
- Randy Merrill – mastering
- Șerban Ghenea – missaggio
- Riccardo Damian – programmazione, tecnico della registrazione
- Beatriz Artola – tecnico della registrazione
- Jens Jungkurth – tecnico della registrazione
- Todd Monfalcone – tecnico della registrazione
- Abby Echiverri – assistente tecnico
- John Hanes – assistente tecnico

## Successo commerciale
Nel Regno Unito il singolo ha debuttato alla 41ª posizione della Official Singles Chart con 13 004 unità vendute durante la sua prima settimana, diventando la diciottesima entrata in classifica di Mark Ronson.

## Classifiche
| Classifica (2019) | Posizione massima |
| ----------------- | ----------------- |
| Australia         | 53                |
| Belgio (Fiandre)  | 79                |
| Belgio (Vallonia) | 73                |
| Canada            | 67                |
| Croazia           | 35                |
| Estonia           | 40                |
| Grecia            | 27                |
| Irlanda           | 24                |
| Lettonia          | 28                |
| Lituania          | 19                |
| Portogallo        | 67                |
| Regno Unito       | 27                |
| Repubblica Ceca   | 75                |
| Slovacchia        | 42                |
| Stati Uniti       | 102               |
| Svizzera          | 83                |
| Ungheria          | 35                |